# Rostpannad eremomela
Rostpannad eremomela (Eremomela turneri) är en fågel i familjen cistikolor inom ordningen tättingar.

## Utseende och läten
Rostpannad eremomela är en mycket liten sångare med en kroppslängd på endast 8–9 cm. Ovansidan är grå med rostfärgad panna, medan undersidan är vit med svart bröstband och grå flanker. Ungfågeln är olivbrun ovan med ljusare undersida och antydan till bröstband. Rostkronad eremomela har längre vingar, rostrött även på hjässan och kraftigare ben och fötter. Lätet är ett ljust "titititit" följt av "si si chik chik".

## Utbredning och systematik
Rostpannad eremomela delas in i två underarter med följande utbredning:
- Eremomela turneri kalindei – förekommer i öst-centrala Kongo-Kinshasa och sydvästligaste Uganda (Nyondo Forest)
- Eremomela turneri turneri – förekommer i västra Kenya (bergen Mount Elgon, Kakamega Forest och södra Nandi Hills)

### Familjetillhörighet
Cistikolorna behandlades tidigare som en del av den stora familjen sångare (Sylviidae). Genetiska studier har dock visat att sångarna inte är varandras närmaste släktingar. Istället är de en del av en klad som även omfattar timalior, lärkor, bulbyler, stjärtmesar och svalor. Idag delas därför Sylviidae upp i ett antal familjer, däribland Cisticolidae. 

## Status
Rostpannad eremomela har ett litet och fragmenterat utbredningsområde. Den tros också minska i antal till följd av habitatförlust och degradering. Fram tills nyligen listade IUCN den som starkt hotad, men har efter nya beräkningar nedgraderats till den lägre hotgraden nära hotad. Världspopulationen uppskattas till mellan 13 000 och 43 000 vuxna individer.

## Namn
Fågelns vetenskapliga artnamn hedrar Henry John Allen Turner (1876-1953), brittisk bosättare i Kenya 1909-1953 tillika taxidermist. Släktesnamnet Eremomela som också återspeglas i fåglarnas trivialnamn betyder "ökensång", efter grekiska eremos för "öken" och melos, "sång" eller "melodi".